# Marcus Peducaeus Stloga Priscinus
Marcus Peducaeus Stloga Priscinus war ein römischer Politiker und Senator des 2. Jahrhunderts.
Priscinus stammte aus einer republikanischen Familie. Sein Vater war Marcus Peducaeus Priscinus, Konsul im Jahr 110. Priscinus wurde im Jahr 141 zusammen mit Titus Hoenius Severus ordentlicher Konsul. Wahrscheinlich war er Prokonsul von Asia, bezeugt durch eine Inschrift aus Ephesos, wobei es Zweifel an der Lesung dieser Inschrift gibt.
Priscinus hatte einen Adoptivsohn, Marcus Peducaeus Plautius Quintillus. Er war Sohn des Plautius Quintillus, Konsul im Jahr 159.